# Gerris incurvatus
Gerris incurvatus är en insektsart som beskrevs av Drake och Hottes 1925. Gerris incurvatus ingår i släktet Gerris och familjen skräddare. Inga underarter finns listade i Catalogue of Life.